# Aya (islam)
Pour les articles homonymes, voir Aya et Ayat.
Aya  (en arabe : آية, ʾāya), pl. ʾāyāt  (en arabe : آيات), signe, miracle, commandement est un terme coranique qui désigne un signe prodigieux et, parfois, une section du texte. Il sera interprété, par la tradition, a posteriori comme désignant un verset coranique.
Le terme est ainsi utilisé par l'auteur du texte coranique pour désigner ces passages comme des "signes prodigieux" et présenter le Coran comme une Écriture sacrée. Un découpage du texte coranique en versets apparaît déjà dans les manuscrits anciens; celui-ci ne correspond pas toujours au découpage actuel.
Ce terme est aussi utilisé par les chrétiens arabophones pour désigner les versets de la Bible.

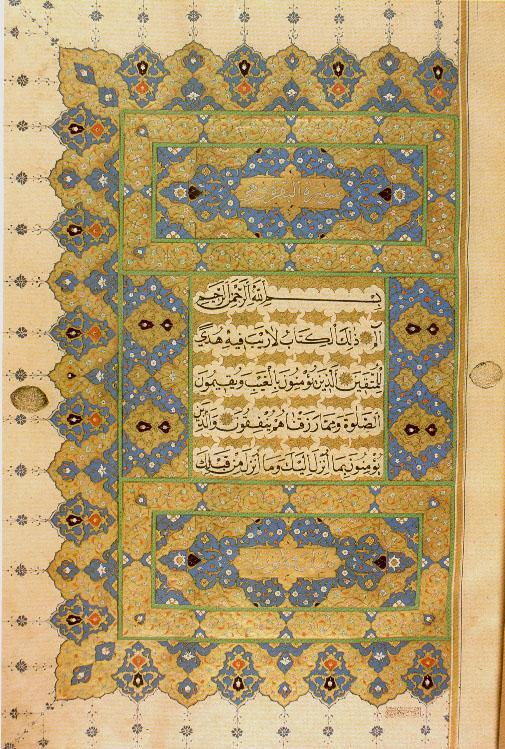
Manuscrit coranique du XVIe siècle montrant la sourate 2 et ses versets 1 à 4.

## Étymologie
L'étymologie de ce terme est complexe à déterminer. Les lexicographes anciens y ont reconnu les racines ʾ-y-y, ʾ-w-y ou même ʾ-ʾ-y. De telles hésitations reflètent souvent l'origine étrangère des mots. Néanmoins, il est à noter que ce terme a intégré la langue arabe avant la rédaction du Coran. Chez ces lexicographes, plusieurs interprétations ont été proposées. "Il y a assimilation, chez la plupart des lexicographes, entre les sens de «signe», «exemple», ou «miracle», et «verset du Coran»".
Des équivalents d'aya existent en hébreu et dans différentes langues de communautés bibliques. Ainsi, le mot hébreu ot désigne, comme son équivalent syriaque, à la fois les miracles liés à la présence divine et les signes liés aux prophètes. "Plusieurs savants orientalistes pensent que āya n’a pas de racine en arabe, et qu’il est donc un emprunt au syriaque ou à l’araméen, peut-être même à l’hébreu". Ainsi, pour Déroche ou Amir-Moezzi, ce terme a une origine syriaque, Cuypers et Gobillot, "probablement syriaque" et pour Abrahamov, probablement syriaque ou araméenne. Pour Neuwirth, ce terme provient probablement du syriaque atha. Pour Amir-Moezzi, l'origine de ce terme est une des preuves de l'appartenance du Coran à une Arabie "imprégnée de culture monothéiste biblique".
Ce terme aya existe dans la poésie préislamique. En raison de la continuité entre le terme coranique et son usage préislamique, Boisliveau propose d'y voir plutôt une "fusion dans le texte coranique de deux sens qui étaient à l’origine liés par une racine sémitique commune". Un sens technique religieux aurait été emprunté à d'autres langues sémitiques et ajouté au sens arabe préislamique.

## Dans le Coran
Parmi tous les termes par lesquels le Coran s'auto-désigne, le terme aya est l'un des plus complexes à étudier, "car il est souvent utilisé pour désigner autre chose qu’une partie du texte". Le terme aya et son pluriel apparaissent 381 fois dans le Coran. Dans le texte coranique, il peut désigner une section du texte et lorsque c'est le cas, "ce n’est pas dans le sens commun de «verset» que le mot a pris par la suite dans la culture islamique – sauf peut-être dans un ou deux cas dont le sens n’est pas certain". Ainsi, la compréhension traditionnelle de ce terme, comme pour le terme Sura, ne concorde pas nécessairement avec son sens coranique.

### Usages coraniques
Il est possible de distinguer, par l'étude des occurrences coraniques, plusieurs ensembles de ce terme dans le Coran. Le premier, incluant 184 des occurrences au pluriel sur 295, sont les "ayat de Dieu" qui souligne l'origine de celles-ci sans qu'elles ne soit destinées à une personne précise. Le second groupe est formé des ayat destinées par Dieu à quelqu'un. Boisliveau remarque que le texte coranique ne mentionne jamais l’āya [sing.] de Dieu, le signe (au singulier) par excellence mais seulement « des » āyāt de Dieu. Pour Abrahamov, "la plupart des signes dans les Écritures ont pour but d'appeler l'humanité à remercier Dieu".
Même si Boisliveau y apporte des nuances, Bell reconnait 4 sens à ce terme,:

« (1) les phénomènes naturels qui sont des signes de la puissance et de la générosité de Dieu; (2) événements ou des objets associés à l'œuvre d'un messager de Dieu et tendant à confirmer la vérité du message; (3) les signes qui sont récités par un messager; (4) signes faisant partie du Coran ou d'un livre »

Le Coran s'auto-désigne ainsi comme contenant des ayat, dans le sens donc de choses qui sont récitées par Dieu ou par un messager (sens 3 de Bell). A 28 reprises, ce terme est un complément d'objet du verbe "réciter" et deux fois du verbe "raconter". Ce terme peut évoquer une récitation de Dieu à Mahomet, une récitation publique ou encore une récitation dans le cadre d'une liturgie. Il prend ainsi "directement un sens religieux technique, celui d’une partie d’Écriture sacrée". Ce terme met en avant l'idée de portion de la Parole divine.
À 11 reprises dans des introductions de sourates, le terme désigne un morceau d'un kitab, du Coran ou d'une sura (sens 4 de Bell). Ce vocabulaire renvoie vers un morceau d'une Écriture sacrée. Il n'est pas précisé, dans le texte coranique, qu'il s'agisse de versets selon le sens que lui donnera a posteriori la tradition musulmane. Pour Abrahamov, "dans le Coran lui-même il n'y a aucune indication quant à la longueur de ces unités ou passages".
À deux reprises seulement (sur 381), ce terme peut être compris comme un verset. Boisliveau précise que ce terme n'a pas le sens de verset "sauf peut-être dans un ou deux cas dont le sens n’est pas certain". Dans le premier cas, il désigne des signes provenant des Écritures sacrées plus anciennes et seul le deuxième concerne le texte coranique lui-même, "mais nous pensons que le sens est encore «signe prodigieux» appliqué à ces morceaux de récitations coranique.". Une incertitude demeure sur le sens de ce terme. Boisliveau estime  "que le sens de «verset» comme signifiant uniquement «petite unité du texte coranique» n’apparait véritablement qu’en dehors du texte coranique, après lui. Dans le Coran, si le sens de «verset» commence à poindre, il n’est jamais seul, mais toujours lié à celui de «signe» ou «signe prodigieux».". Pour Boisliveau, le mot pour désigner les versets du Coran ne sera aya qu'après la "canonisation du Coran", dans le mushaf,. À l'inverse, Yahia voit dans le sens de "verset" un glissement naturel de sens, "déjà attesté dans le Coran semble-t-il".

## Les versets du Coran
Le terme "verset" désigne la plus petite unité textuelle indépendante du texte coranique. Elle est caractérisée par une rime finale. Il existe plus de 6000 versets dans le Coran (6 236 pour la vulgate du Caire) et les sourates varient entre 3 et 286 versets. Le verset le plus long est le verset 282 de la sourate 2 "La Vache".

### Le Coran comme signe
Le terme est ainsi utilisé dans le Coran lorsque l'auteur du texte souhaite considérer ces passages comme des "signes prodigieux". Ce sens ne provient pas de la poésie préislamique mais apparaît dans le Coran. "Il y aurait ainsi deux termes āya: un premier, arabe et préislamique, non utilisé dans le Coran, signifiant «personne, chose», et un second, sans lien avec d’autres mots arabes, qui apparaîtrait pour la première fois dans le Coran, et signifiant «signe, signe prodigieux».".
Si le terme a pu désigner un signe à l'époque préislamique, l'ajout du "prodigieux", "merveilleux" semble coranique et les deux auraient fusionné à ce moment. Ainsi, le terme coranique aya serait la fusion d'un terme préislamique arabe et d'un sens religieux emprunté aux termes sémitiques de racine équivalente. L'usage de ce terme permet au Coran de se présenter comme un signe prodigieux. Bien que possédant une connotation biblique, cet usage du "signe" ne désigne plus les miracles mais le texte lui-même. "En qualifiant ses parties de āyāt, le texte veut montrer que lui-même fonctionne comme preuve surnaturelle de la mission prophétique de Mahomet.".

### Typologie de versets
Neuwirth a établi des typologies de versets : mono-partite, pluripartite ou sous forme de clausules. Dans le premier ensemble, elle divise entre les versets de type saj' al-kāhin et ceux qui sont des réminiscence d'hymnes monothéistes, Q 87:1 par exemple. "Les versets d'hymnes auraient été familiers du langage liturgique dans l'usage chrétien". L'integration de ces styles dans le texte coranique a impliqué des adaptations.
D'autres versets sont composés de plusieurs parties. "La  structure colométrique de style coranique, comparable à ceux familiers de  la rhétorique ancienne [...] facilite l'exécution orale des textes". Pour l'auteur, la comparaison avec les textes bibliques appuient le rôle récitatif de cette forme de versets. Le troisième groupe est décrit, par l'auteur, comme un moyen mnémotechnique, composé d'une phrase rimée et d'un colon syntaxiquement stéréotypé  présentant un commentaire moral.

## Historique du découpage en verset
Le Coran était, dès son état initial, coupé en petites unités, par des marqueurs rythmiques, rimiques... Le Coran n'a pas donné de nom à celles-ci. "c’est vraisemblablement la tradition qui les a appelés respectivement āya et sūra". Le découpage en versets présent dans le Coran actuel est plus tardif ("voire beaucoup plus tardif") et n'est pas nécessairement le même qu'à l'origine. Les traditions musulmanes rapportent l'existence de plusieurs découpages. Pour Sinai, si la division en verset n'est pas imposée de l'extérieur, certaines fins de versets restent incertaines pour les savants musulmans.

### Dans les manuscrits
Le découpage du Coran en versets est présent dans les manuscrits les plus anciens. Dans ceux-ci, les fins de versets sont notées. Bien que celles-ci correspondent généralement à des rimes, certaines hésitations peuvent exister. La tradition musulmane reconnaît l'existence de découpages différents. Les manuscrits anciens montrent de manière quasi systématique une division en versets, sauf quelques séries tardives du IXe siècle. Si l'origine et la date de ces marques sont encore peu claires, Jaouhari fait remarquer  que "ces trois points, disposés en forme de triangle et notés généralement en rouge, parfois en noir, sont attestés dans d’autres traditions manuscrites proche orientales antérieures à la tradition islamique". Gilliot précise que, parfois, « des "rimes" peuvent sembler annoncer une fin de verset alors qu'il n'en est rien ». Ainsi, l'étude interne du texte peut mettre en lumière des structures possibles qui ont échappé à la tradition.
Pour Déroche, "Il n’est pas exclu qu’un travail d’harmonisation des rimes ait eu lieu par endroits [...] Cette observation constitue un argument de poids pour ceux qui considèrent que les sourates représentent une modalité ultérieure d’organisation du texte et non un enregistrement factuel de révélations chronologiquement cohérentes". Sauf quelques cas, le découpage des manuscrits anciens correspond à peu près à celui de l'édition du Caire. Une littérature savante a identifié, au IXe siècle, des écoles dans la découpe des versets. Si cela reflète certaines variations des premiers manuscrits, aucun n'adhère totalement au système formalisé a posteriori par la tradition.
En revanche, la séparation en groupe de cinq ou dix versets n'apparait pas dans la phase ancienne de la transmission manuscrite. La division en dizaine sembla apparaître dans la première moitié du VIIIe siècle.

### Découpage actuel
Les sciences islamiques font remonter la division en verset à Mahomet. Pour cette littérature, "les divergences sur le nombre total des versets sont dues à des traditions de transmission régionales". En effet, le découpage des versets n'est pas toujours identique. Le découpage coufique est actuellement le plus utilisé. Mais il y en a d'autres, parmi lesquels celui de Médine et celui de Basr. Il y a 6236 āyat selon le découpage coufique et l'édition du Caire, 6204 pour celui de Basra. D'autres traditions existent et il existe deux décomptes différents à Damas, trois à Médine et cinq à La Mecque. Jaouhari précise "Toutefois, ce sont des divergences sur le découpage des unités des sourates dont la langue est tantôt en rimes tantôt sans rime, d’où les nombreuses hésitations sur la fin des versets".

## Autres usages
Le choix d'utiliser le terme aya pour désigner les versets du Coran lui donneront une telle importance qu'après la canonisation du texte coranique, le terme sera utilisé par les chrétiens arabes pour désigner des versets bibliques.